# Ido Cattaneo
Pour les articles homonymes, voir Cattaneo.
Illario Cattaneo, dit Ido Cattaneo (1905-2000), est un ancien skieur alpin italien de l'entre-deux-guerres.

## Palmarès

### Championnats du monde
| Épreuve / Édition          | Descente | Slalom | Combiné |
| -------------------------- | -------- | ------ | ------- |
| Mondiaux 1934 Saint-Moritz | Bronze   | 33e    | 19e     |